# Écluse de Dun Mill

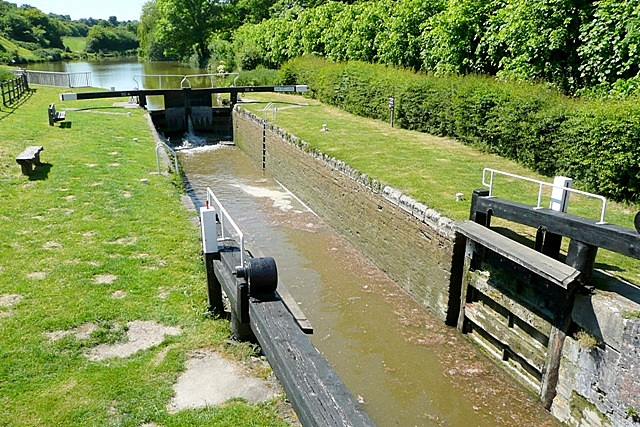
Vue de l'écluse de Dun Mill

L'écluse de Dun Mill (en anglais : Dun Mill Lock) est une écluse sur le canal Kennet et Avon, près de Hungerford, dans le Berkshire, en Angleterre.
L'écluse de Dun Mill a été construite entre 1718 et 1723 sous la supervision de l'ingénieur John Hore de Newbury. Le canal est administré par la British Waterways. L'écluse a une hauteur d'eau de 1,73 m (5 ft 8 in).
Cet ouvrage est classé grade II.